# Fabian Kohl
Fabian Kohl (* 3. Juli 1989 in Villingen-Schwenningen) ist ein deutscher Volleyballspieler.

## Karriere
Fabian Kohl begann bei seinem Jugendverein TG Schwenningen mit dem Volleyball. Über die Stationen Friedrichshafen und Berlin kam er nach Düren. Dort spielte er von 2009 bis 2012 in der ersten Bundesliga. 2010 stand er mit dem Verein im Finale des DVV-Pokals und wurde Dritter in der Liga. Außerdem nahm er mit der deutschen Juniorennationalmannschaft an der Europameisterschaft teil und belegte den zweiten Platz. 2012 wechselte Fabian Kohl zum Zweitligisten TSG Solingen Volleys, um sich mehr seinem Lehramts-Studium widmen zu können. 2015/16 spielte Kohl beim Drittligisten TVA Hürth-Fischenich, mit dem er 2016 die Meisterschaft gewann.